# Територія Джервіс-Бей

Карта

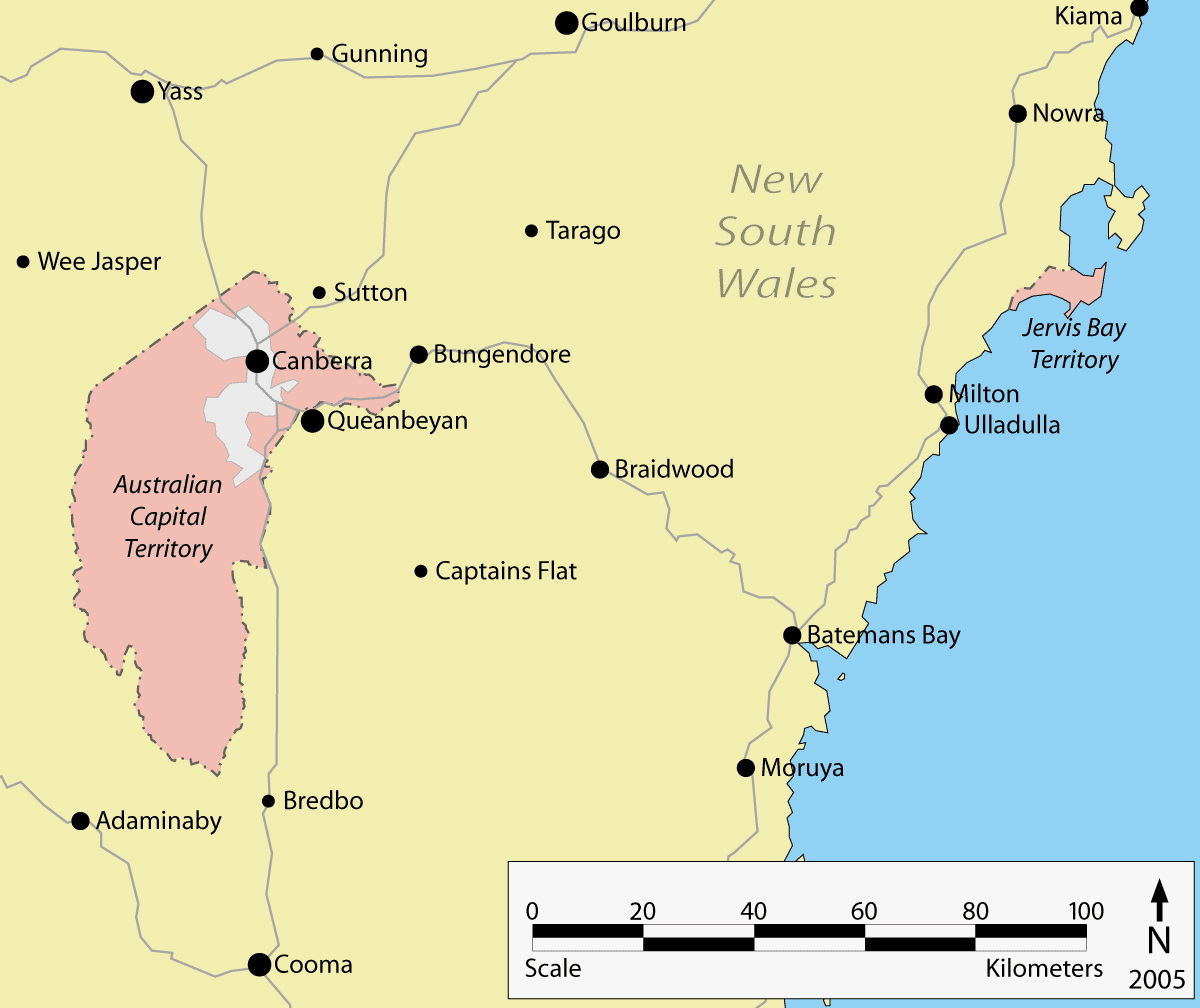
Столична територія та Джервіс-Бей

Територія Джервіс Бей (англ. Jervis Bay Territory) розташована на південно-східному узбережжі Австралії. Тут розміщено базу військово-морського флоту та столичний торговельний порт.
У 1915 році цю землю, площею у 6 677 гектарів (66,8 км²), придбано австралійським урядом у штату Новий Південний Уельс, з метою надати вихід до моря столиці Австралії — місту Канберра.
До 1989 року Територія Джарвіс-Бей була частиною Австралійської столичної території.
Населення (всього близько 600 осіб) мешкає у трьох невеличких містечках.